# هنشل هااس ۱۲۳
هنشل هااس ۱۲۳ (به آلمانی: Henschel Hs 123) یک هواگرد دوباله تک‌موتوره تک‌سرنشین از گونه بمب‌افکن شیرجه‌ای و هواگرد تهاجمی ساخت شرکت هنشل در آلمان بود که نخستین پرواز خود را ماه مه سال ۱۹۳۵ انجام داد و تا اواخر جنگ جهانی دوم در رزم‌گاه‌های مختلف در لوفت‌وافه خدمت کرد.

## طراحی و توسعه
سابقه توسعه بمب‌افکن‌های شیرجه‌ای در آلمان، متأثر از موفقیت این گونه در ایالات متحده و آرای ارنست اودت، خلبان تک‌خال جنگ جهانی اول، به اوایل دهه ۱۹۳۰ بازمی‌گشت. در همین راستا، هنشل هااس ۱۲۳ را بر مبنای درخواست سال ۱۹۳۳ وزارت هوانوردی رایش برای یک بمب‌افکن شیرجه‌ای، طراحی شد. پیش‌نمونه هااس ۱۲۳فاو-۱ نخستین پرواز خود را روز ۸ مه سال ۱۹۳۵ در یوهانیشتال در یک نمایش عمومی به خلبانی شخص اودت انجام داد. این پیش‌نمونه از همان ابتدا برتری مشخصی بر نمونه رقیب فیزلر فی ۹۸ داشت.
هااس ۱۲۳ پیکربندی دوباله داشت. بال‌ها با یک اتصال میله‌ای و بدون مهار سیمی بودند. بال بالایی دو تکه و با یک دو تیر اصلی و بال پایینی یک‌تکه با یک تیر اصلی پیوسته بود. بال‌ها ساختی تمام‌فلزی داشتند و تنها پوشش بخشی از زیر آن‌ها از پارچه بود. شهپرها تنها در بال بالا و برآافزا در بال پایین نصب شد. بدنه هواگرد شاسی یکپارچه تمام‌فلزی و مقطع عمودی بیضوی‌شکل داشت. دُم شکلی معمولی و ساختی تمام‌فلزی داشت. پایدارکننده عمودی با پوشش ورق فلزی و سکان با پوشش پارچه‌ای بود. سکان افقی صفحک تنظیم داشت و با یک میله در هر طرف به بدنه متصل بود. ارابه فرود اصلی ثابت و پوشیده بود. سامانه تعلیق آن دارای یک فنر تعلیق حلقوی بود. چرخ دم ثابت، چرخان و پوشیدهٔ بود. خدمه یک خلبان بود که در اتاقک سر باز می‌نشست. تسلیحات شامل دو مسلسل هماهنگ‌شده ۷٫۹ میلی‌متری ام‌گه ۱۷ ثابت در دماغه و یک بمب ۲۵۰ کیلوگرمی زیر بدنه می‌شد.
فاو-۱، همانند فی-۹۸، یک موتور شعاعی ۹ سیلندر ب‌ام‌و ۱۳۲آ-۳ خنک‌شونده با هوا با توان ۶۵۰ اسب بخار با یک پوسته بزرگ کاملاً هوا لغز ناکا داشت که یک ملخ فلزی سه‌تیغه گام‌متغیر را به چرخش درمی‌آورد. پایدارکننده‌های عمودی و افقی به یکدیگر مهاربندی می‌شد. در هااس ۱۲۳ فاو-۲، پیش‌نمونه دوم، از یک پوسته استاندارد ناکا با برآمدگی‌هایی برای سوپاپ سیلندرهای موتور شعاعی، استفاده شد. دم حالت تعادل وزنی داشت اما همچنان مهاربندی‌شده بود. در هااس ۱۲۹ فاو-۳ تغییرات آزمایشی دیگری در پوسته موتور اعمال شد. هااس ۱۲۳ فاو-۴ پیش‌نمونه مدل متعاقب هااس ۱۲۹آ بود که همان پوسته موتور و دم مهاربندی‌شده و متعادل وزنی فاو-۲ را داشت.
تجربیات حاصل از رزم‌گاه جنگ داخلی اسپانیا باعث پدید آمدن مدل هااس ۱۲۳ب شد. در هااس ۱۲۳ فاو-۵، پیش‌نمونه این مدل، موتور ب‌ام‌و ۱۳۲کا با توان ۹۶۰ اسب بخار به‌کار رفت. به هر صورت تنها همان یک فروند از این مدل تولید شد. مدل هااس ۱۲۳سی گونه‌ای مسلح به توپ خودکار ۲۰ میلی‌متری بود. البته هااس ۱۲۳ فاو-۶، پیش‌نمونه این مدل هم فقط خود پدید آمد.
مجموعاً ۲۶۵ فروند از این هواگرد تولید شد که بیشتر آن‌ها از مدل هااس ۱۲۳آ-۱ بودند. تعدادی از این هواگردها سال ۱۹۳۸ به چینی‌ها فروخته شد.

## تاریخچه عملیاتی
تحویل هواگردهای هااس ۱۲۳ به لوفت‌وافه از تابستان سال ۱۹۳۶ آغاز شد. همان سال پنج فروند هااس ۱۲۳آ جهت ارزیابی عملیاتی توسط لژیون کوندور به جنگ داخلی اسپانیا اعزام شد که بین سال‌های ۱۹۳۶ تا ۱۹۳۹ در میدان رزم به‌کار رفت. با قدم نهادن یو ۸۷ به عرصه، از هااس ۱۲۳ به عنوان هواگرد پشتیبانی نزدیک هوایی استفاده شد. این هواگرد عملکرد خوبی در تهاجم به لهستان در سال ۱۹۳۹ و کشورهای سفلی و فرانسه در سال ۱۹۴۰ از خود به نمایش گذاشت. هااس ۱۲۳ با وجود نداشتن تجهیزات ارتباط رادیویی، حملاتی با دقت زیاد علیه اهداف به انجام می‌رساند. خلبان می‌توانست با قرار دادن سرعت چرخش ملخ در اندازه خاصی صدایی ایجاد کند که بر روحیه دشمن اثر منفی می‌گذاشت. هااس ۱۲۳ درحالی‌که دیگر کاملاً منسوخ به‌حساب می‌آمد در رزم‌گاه‌های جبهه شرقی نیز به کار رفت. این هواگرد تحرک‌پذیر، از فنی قابل‌اتکا و در ساختار مستحکم بود و می‌توانست در شرایط دشوار عمل کند. حتی پیشنهاد شد سال ۱۹۴۳ تولید آن از سر گرفته شود که البته رد شد. هااس ۱۲۳ نهایتاً سال ۱۹۴۴ از خط مقدم عقب کشیده شد. جز چند هواگرد آموزشی و آب‌نشین، هااس ۱۲۳ آخرین هواگرد دوباله عملیاتی در لوفت‌وافه بود.

## مشخصات فنی
هااس ۱۲۳:
مشخصات عمومی
- خدمه: ۱ نفر
- طول: ۸٫۳۳ متر
- طول بال: ۱۰٫۵ متر
- ارتفاع: ۳٫۲ متر
- وزن خالی: ۱٬۵۰۴ کیلوگرم[۵]
- وزن بارگذاری‌شده: ۲٬۲۱۵ کیلوگرم
- نیرومحرکه: ۱ × موتور شعاعی ب‌ام‌و ۱۳۲دی‌سی خنک‌شونده با هوا: ۸۸۰ اسب بخار

عملکرد
- حداکثر سرعت: ۳۴۰ کیلومتر بر ساعت در ۲٬۰۰۰ متری
- سقف پرواز: ۹٬۰۰۰ متر
- برد: ۸۵۵ کیلومتر

تسلیحات
- ۲ × مسلسل ۷٫۹۲ میلی‌متری ام‌گه ۱۷ بالای موتور
- تا ۴۵۰ کیلوگرم بمب زیر بال‌ها